# Saint-Quentin-la-Motte-Croix-au-Bailly
Saint-Quentin-la-Motte-Croix-au-Bailly är en kommun i departementet Somme i regionen Hauts-de-France i norra Frankrike. Kommunen ligger i kantonen Ault som tillhör arrondissementet Abbeville. År 2022 hade Saint-Quentin-la-Motte-Croix-au-Bailly 1 265 invånare.

## Befolkningsutveckling
Antalet invånare i kommunen Saint-Quentin-la-Motte-Croix-au-Bailly
| Referens: INSEE |